# Катарина Ковачевић
Катарина Ковачевић (Неготин, 24. новембар 1991) српска је поп певачица и музичарка.

## Биографија
Катарина Ковачевић рођена је 24. новембра 1991. године у Неготину. Завршила је три ниже музичке школе за клавир, гитару и соло-певање, а ишла је и у средњу за гитару и соло-певање као и у Неготинску гимназију. За себе каже да је уметничка душа, воли да слика, црта, пише, рецитује, и наравно највише воли да пева, музика је део ње од најранијег детињства.
Године 2013. је победила у трећој сезони Талент-шоу Ја имам таленат!. Део новца од награде од 100.000 евра одлучио је да поклони дому за незбринуту децу у свом граду. Има свој приватни Јутјуб канал на коме даје савете о техникама певања.

## Дискографија
- Пали хероји — Сингл (2018)